# Олександрівка (Олександрівська селищна громада)
Олекса́ндрівка — селище в Краматорському районі Донецької області України. Адміністративний центр Олександрівської селищної громади; до 2020 року — центр ліквідованого Олександрівського району.

## Історія

### Орільська паланка
Орельська паланка Барвінківська паланка
Засноване 1762 року як село поміщика генерал-поручика Д. Норова, хоча козацькі поселення існували тут і раніше на землях Орельської паланки. За 20 років до побудови храму жителі мали каплицю, а під час святої Чотиридесятниці виконували християнський обов'язок в слободі Петропавлівці, Катеринославської губернії, а потім в Георгіївській Барвінківської церкви.

### Російська імперія
Перший храм побудований в 1782 році ретельністю того ж генерал-поручика Дмитра Норова, він же забезпечив храм і достатньої начинням. Власник підполковник Микола Бахметьев, незабаром по придбанні покупкою Олександрівки, відновив храм, помножив ризницю пожертвуванням декількох риз та шати, прикрасив престол дорогоцінним євангелієм і дароносним хрестом.
Від холери померло в 1831 році 89 душ, в 1848 році 71 чоловік; від цинги померло 89 осіб. Сильний неврожай і падіж худоби в 1833 і 1848 роках були важкі.
Після скасування кріпосного права, згідно статутній грамоті, підписаній 6 листопада 1862, велика частина землі залишилася в руках поміщика. У 1864 році в Олександрівці, у той час волосному центрі Ізюмського повіту Харківської губернії — налічувалося всього 502 жителя.
Скасування кріпосного права сприяло розвитку ринку, залученню до сферу товарно-грошових відносин основної маси селян. На початку 80-х рр. 19 століття в Олександрівці було дві лавки. Щорічно влаштовувалися три ярмарки, на яких продавали головним чином зерно, худобу та ремісничі вироби.
З 1901 року збиралися недільні базари. Капіталістичні форми господарювання в селі поєднувалися з пережитками кріпацтва. Селяни вносили викупні суми, платили подушні і поземельні подати, а також земський, волосний і сільський податки. Щорічно з кожного двору в середньому стягувалося більше 17 рублів. Все це негативно позначалося на економічному розвитку села. Протягом тривалого часу воно залишалося невеликим населеним пунктом. У 1896 р в селі відкрита земська школа в старій кімнаті волосного правління, поруч з арештантським.
За даними перепису 1897 року, в Олександрівці налічувалося 879 жителів. Напівголодні і гноблені, бідняки або потрапляли в кабалу до куркулів, або йшли в пошуках заробітку в Краматорськ, Харків, Катеринослав та інші міста.
У період революції 1905—1907 рр. під впливом пропаганди соціал-демократів відбувалися виступи селян Олександрівки проти існуючого ладу. Багато жителів села в червні 1905 брали участь у мітингу на Краматорському машинобудівному заводі, де була прийнята резолюція з вимогою розділу поміщицької землі. У листопаді 1905 року робітники цього заводу провели в Олександрівці мітинг, закликаючи селян до боротьби проти поміщиків і самодержавства У грудні 1905 року селяни виступили з вимогою ліквідації поміщицького землеволодіння. У 1906—1907 рр. мали місце підпали садиб, стогів хліба і сіна сільських багатіїв. Однак всі виступи жорстоко придушувалися, а їх учасники відправлялися у в'язниці й заслання.
У 1909 р в селі було відкрито однокласне змішане училище.
Під час першої світової війни на жителів Олександрівки обрушилися нові лиха. 953 чоловіки з Олександрівської волості були мобілізовані в армію, 108 з них загинули або зникли безвісти. Внаслідок реквізицій у селян різко зменшилася кількість робочої худоби. Росли податки, вкрай загострилися класові суперечності.

### Визвольні змагання 1917—1922

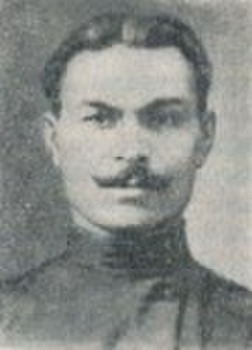
І. П. Курінний.

Звістка про Лютневу революцію в село дійшли, від прибулих з фронту відпускних солдатів. У селян були надії на розподіл поміщицьких земель, вони проявляли посилений інтерес до питань Установчих зборів. На установчі збори покладали великі надії. Цьому сприяла енергійна діяльність організованого осередку есерів.
Перший час революційне селянство очолював волосний писар П. М. Костенко, який прилучився до есерів.
У травні 1917 року волосне, правління перетворилося в волосне земство, з усіма старими службовцями. У цей час у село повернувся Курінний, який згрупував навколо себе солдатів фронтовиків, незадоволених бездіяльністю есерів. Відразу ж Курінний зажадав контроль над господарськими землями власників. Есерівська група Костенко, Смищенко, та інші вели активну політичну боротьбу проти безпартійної групи солдатів фронтовиків.
На початку осені керівництво перейшло до групи Іванна Курінного. Осередок стає лівоесерівським, у жовтні 1917 року створюється перша рада селянських і солдатських депутатів. Головою ради стає Курінний. Радою було розпочато роботу з обліку великих, поміщицьких господарств, по маєтках були встановлені контролери в більшості з членів ради.
7 квітня 1918 року командування частин Червоної Армії, які окупували Донбас, організувало населення на оборонні роботи в районі Олександрівки. З настанням Австро-німецьких військ 5 квітня 1918 рада евакуювався в РРФСР .
20 квітня 1918 року в Олександрівці відбувався великий з'їзд земельних власників. Керував з'їздом Костянтин Романов, син місцевого диякона. На з'їзді мали право бути присутніми тільки власники що мають не нижче 25 десятин землі.
Нова волосна управа заарештувала більшовицькі налаштованих селян та повернула поміщицькі землі та майно власникам.
20 липня 1918 року біля села зупинився партизанський загін махновців в який вступали місцеві жителі. Гетьманська влада покарала співчуваючих. Перший партизанський виступ закінчився повним розгромом. Незабаром після цього в селі вбили урядника, і почастішали напади на поміщиків кримінальними елементами.

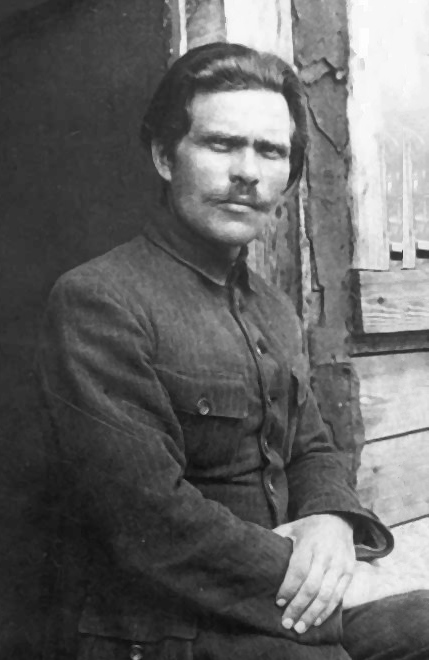
Махно Нестор Іванович

З'їзд власників відбувся 7-9 листопада 1918 року, пізно вночі партизани на чолі з Скабелькой заарештували Романова і оголосили у волості радянську владу. 
5 січня 1919 року в село повернувся Іван Курінний, слідом за цим відбулися вибори до ревкому. В один з недільних днів січня була створена осередок КП (б) У в складі 16 осіб. З Краматорська був присланий інструктор Дмитро Руденко. Селяни тяглися до землі і хліба, був створений земвідділі яким завідував селянин С.В Журавльов. Незабаром Олександрівський загін виїхав на фронт в Костянтинівку і влився в 11-й український полк. У квітні 1919 року був створений волосний ЧК на чолі з Л Седенко І В Прокопенко.
На початку червня в село вступив 2-й полк Червоного козацтва Примакова частина селян в нього вступила. У 10-12 числах 1919 року Ревком з боями відступив на Лозову.
З приходом денікінців у рідну волость повернувся Романов в ролі повітового земського начальника. Тут він організував загін білих. У ньому були Василь Щербак, Хоронько, Куліші, Пантелеймон Горобець, Панченко, Єгор Яблочков та інші. У волості від рук білих загинуло 30 осіб.
3-5 грудня 1919 року Олександрівку увійшли частини 2-го полку Червоного козацтва, у якому були селяни Олександрівської волості.
15 грудня 1919 року організувався волрековком Головою волрековкома був Остап Седенко партизан, селянин з Олександрівки 15 лютого 1920 року повернулася велика частина старих працівників волості, була відновлен осередок КП (б) У. Головою волрековкомом знову ставати Іван Курінний.
20 травня 1920 року в околицях села з'явилися загони Махно. З цього часу починається історія безперервних евакуацій та повернень ревкому і осередки.
29-го травня Революційна повстанська армія України зайняла Олександрівку.
Тут на загальних зборах обрали новий склад Реввійськради, у який Махно увійшов як голова, Белаш новий заступник і Хохотова — секретар. Стара Реввійськрада, а з ним і його армійські функції втратили своє значення в силу розкиданості повстанських сил. Тому збори вирішили перейменувати його в «Рада Революційних Повстанців України / махновців», з функціями, що об'єднують махновське повстанство в Україні в цілому.
Рада складалась з оперативного, адміністративно-організаційного та культурно-просвітнього відділів.
До складу оперативного відділу входило три людини: Махно, Калашников і Белаш (начальник відділу). До складу адміністративно-організаційного відділу входили: Куриленко (начальник), С. Каретников і Бондарець. У культурно-просвітницький відділ обрали: Буданов (Начальник), Попова і Матросенко. Кожен відділ мав властиві його специфіці по-розкладання, у яких вказувалися завдання, методи роботи, відповідальність.
Відступивши осередок влилася в Барвінківський загін і вступила в бої проти Махно. 15-17 червня 1920 року Ревкому повернувся в Олександрівку, але в селах ще були махновці. Махновці зарубали Курінного і Журавльова та у волості два дні було безвладдя. Комуністична група була ліквідована. Канцелярія ревкому неодноразово знищувалася. Періодами проходила смуга безвладдя. Загони червоноармійців які прибували в волость систематично піддавалися нападам махновців. Боротьба анархістів з владою комуністів стала жорсткішою і досягла жахливих розмірів, захоплених червоноармійців і міліціонерів вбивали.
24 березня 1921 загін отамана Савонова робить наліт на Олександрівку в якій знищує органи радянської влади.
У наказі № 565 від 8 червня 1921 року по військам Харківського військового округу вказано що Олександрівка (30 верст на південний захід від Барвінкового) є опорним пунктом РПАУ Махно.
Таке положення тяглося до 1922 року. До осені 1922 протистояння пішло на спад. Однак у той же рік повстанським загоном був захоплений завревкома В. Ф. Кудінцов, який не дався в руки повстанців покінчив із собою. Це була остання жертва війни.

### УРСР
Уже 1922 року в початковій школі навчалось понад 200 дітей. Крім загальноосвітньої школи, яку 1926 року перетворено на семирічку, у селі працювали курси ліквідації неписьменності. Справжніми ентузіастами в боротьбі з неписьменністю були вчителі П. С. Гудзик, Б. Ф. Стасевський, М. М. Санько, Ф. С. Бикодер, які прибули з Полтави за путівками комсомолу.
В березні 1923 року Олександрівка стала районним центром. В Олександрівці створили споживчу кооперацію, яка незабаром об'єднала селян, кредитне товариство селян-бідняків і організацію «Всеробітземлісу». 1925 року село першим у районі виконало план хлібоздачі. Тоді ж було проведено День урожаю.
Селяни Олександрівки уже в 1926 році стали переходити до колективного господарювання. Восени цього року група бідняцьких господарств об'єдналась у товариство спільного обробітку землі. Для придбання трактора держава виділила їм кредит у сумі 1470 крб. На курси трактористів до Артемівська відрядили Т. Д. Губарєва. 1929 року хлібороби перетворили ТСОЗ на колгосп ім. 1-го Травня. Тоді ж бідняки й середняки організували другу сільськогосподарську артіль — «Червоний промінь».
У 1935 році відкрили лікарню. Хворих обслуговували 2 лікарі та 6 середніх медичних працівників. 1940 року на охорону здоров'я було асигновано 481 тис. крб. проти 339 в 1936 році. Працювали 2 дитячі садки і ясла. Школярі щоліта відпочивали в піонерському таборі.

### Друга світова війна
У червні 1941 року найкращі трудівники району з'їхалися в Олександрівку на зліт передовиків виробництва. Тут вони почули звістку про порушення Німеччиною пакту Молотова — Ріббентропа і напад на СРСР. Уже в перші дні бойових дій більшість чоловіків пішло добровільно в Червону Армію. Тоді ж у селі був сформований винищувальний батальйон чисельністю 160 бійців під командуванням І. М. Чугая З наближенням лінії фронту на території Олександрівського району розпочалося спорудження двох польових аеродромів, готувалися бойові позиції для зенітної артилерії. Трудящі заготовили і вивезли на військові об'єкти близько 3 тис. Кубометрів лісу. 14-15 жовтня 1941 року оборонні бої на території району вели частини 55-ї кавалерійської дивізії Південно-Західного фронту, штаб якої знаходився в Олександрівці. Кінні підрозділи Олександрівського винищувального батальйону доставляли регулярним частинам розвідувальні дані.
18 жовтня 1941 року після запеклих боїв село захопили німці. В умовах жорстокого окупаційного режиму в Олександрівському районі діяв створений в жовтні 1941 року підпільний райком партії на чолі з П. Ф. Кушко. До складу бюро райкому входили жителі села Ф. К. Гребенюк, Г. С. Замятін, Ф. П. Шаля. Зв'язковий була В. І. Гутнікова. Організований райкомом партизанський загін відразу ж приступив до активних дій, зокрема, він мінував залізничні колії на ділянках станцій Гаврилівка, Краматорськ, Барвінкове, що знаходяться поблизу Олександрівки. Розвідник Г. С. Замятін кілька разів переходив лінію фронту, збирав цінні відомості і доставляв їх командуванню радянських військ. Місцеві жителі переховували поранених червоноармійців і партизанів.
У січні-лютому 1942 року на підступах до села проходили запеклі бої. Олександрівка двічі переходила з рук в руки. У той час місцеві комсомольці М. З. Сукова, Є. М. Корнієнко, Г. І. Осадча, П. Я. Шарова, П. Н. Бербенка і А. М. Дмитрієва під керівництвом Т. В. Сукова організували підпільний шпиталь . Вони врятували життя 12 радянським воїнам. Дівчата діставали продукти, готували їжу, прали, добували медикаменти. Після одужання партизани переправили бійців через лінію фронту до своїх. О. Г. Івченка врятувала життя комісару полку Ф. С. Козенюк. 15 пораненим бійцям надав допомогу В. Корольков.
12 вересня 1943 року Олександрівка була звільнена від німецьких загарбників частинами Червонопрапорної 59-ї гвардійської Краматорської орденів Суворова і Богдана Хмельницького стрілецької дивізії під командуванням полковника Т. Ф. Андрющенко.

### Повоєнні роки
У 1958 р. на базі реорганізованої Беззаботовской МТС на землях ліквідованого радгоспу «Перемога» закладений районний лісорозсадник на площі 240 га. Почалися роботи з проектування цегельно-черепичної заводу Райпромкомбінату. З 1960 року в селі почав роботу районний центр культури, а в 1962 року — Школа мистецтв. У 1962—1964 рр., у результаті укрупнення сільських районів, Олександрівський район був включений до складу Красноармійського району. У 1965 році центру новоствореного району, — селу Олександрівка, — присвоєно статус селища міського типу.
У 1960 році через село пройшла залізниця з Красноармійська в Лозову, а так само заасфальтована автодорога на Добропілля, що зумовило швидкий розвиток району. У 1964 році заасфальтована автодорога до ст. «Легендарная» через Новодонецьке. У 1962—2009 рр. через Олександрівку ходили господарські, приміські та місцеві поїзди в Красноармійськ, Дубово і Донецьк (до 1993 року). Поруч зі станцією Золоті Пруди («Роз'їзд № 2») за 2 км північніше райцентру йшла промислова розробка піску. Зараз пасажирські залізничні перевезення від ст. Золотие Ставки не виконуються, а ділянка Золоті Пруди — Дубово знаходиться в напівзанедбане стані. Не в кращому стані шлях на південь, до ст. Мерцалово, — ходова швидкість вантажних складів — бл. 20 км / год.
Після холодної зими, коли вітри знищили значну частину посіву озимої, в 1969 році була утворена Червоноармійська Лісомеліоративні станція з Олександрівським ділянкою. У 1970 році в селищі відкрилися новий хлібозавод і Будинок побуту, а з 1971 року діє рибгосп, якому належить ряд загат в руслі р. Самара. У 1972 році почав роботу міжколгоспний комбікормовий завод. У цей час відкривається новий молокозавод, куди надходить продукція 17 колгоспів Олександрівщини і 1 колгоспу Добропільщини.
З 70-х рр. працює і Центральна районна лікарня. Були також відкриті станція швидкої допомоги, пошта, телеграф, радіовузол, друкарня. З 60-х рр. при школі діяв гурток червоних слідопитів. У 1981 році відкрився дитячий спортивний оздоровчий клуб. У 1980—1988 рр. в Олександрівському районі побудовано за 4 спорткомплексу, школи та дитсадка, по 2 Будинку культури, лазні та терапевтичний комплекс районної лікарні, 21 км водопроводу, 73 км асфальтових автодоріг, сотні будинків.

### Незалежна Україна
24 жовтня 1994 в селищі Олександрівка відкрита церква Олександра Невського, Української православної церкви. Настоятель Ієромонах Ігнатій, богослужіння проходить в орендованому державному приміщенні Олександрівської санітарно — епідеміологічної станції терміном на 30 років.
27 травня 2014 року в будинок селищного голови кинули коктейль Молотова.
27 листопада 2014 в відбулося освячення Олександро-Невського храму в селищі Олександрівка. Чин освячення та першу Божественну літургію в храмі звершив, митрополит Донецький і Маріупольський УПЦ МП Іларіон (Шукало) і архієпископ Горлівський і Слов'янський УПЦ МП Митрофан (Нікітін) у співслужінні духовенства Донецької та Горлівської єпархій.
У ніч з 17 на 18 березня 2015 на будинок селищного голови члена організації «Блоку Петра Порошенка» Солідарність Людмили Борисевич напали невідомі, закидавши її житло коктейлями Молотова. Це була помста за зрив референдуму про створення так званої «ДНР».

## Мешканці
- Курінний Андрій Никифорович (1921—2001) — український живописець.
- Курінний Іван Петрович (1880—1920) — революціонер, голова ревкому в Олександрівці.
- Романов Костянтин — голова Олександрівської волосної управи (1918), Ізюмський повітовий земський начальник (1919).

## Населення
Кількість — 4250 чоловік (за результатами Всеукраїнського перепису населення 2001 року).
- 1864 — 0,5 тис. осіб
- 1897 — 0,9 тис. осіб
- 1923 — 1,3 тис. осіб
- 1959 — 1,8 тис. осіб
- 1970 — 3,1 тис. осіб
- 1979 — 4,3 тис. осіб
- 1989 — 4,8 тис. осіб
- 1992 — 4,9 тис. осіб
- 1999 — 5,1 тис. осіб

### Мова
Розподіл населення за рідною мовою за даними перепису 2001 року:
| Мова            | Кількість | Відсоток |
| --------------- | --------- | -------- |
| українська      | 3944      | 94.22%   |
| російська       | 232       | 5.55%    |
| білоруська      | 2         | 0.05%    |
| вірменська      | 1         | 0.02%    |
| румунська       | 1         | 0.02%    |
| болгарська      | 1         | 0.02%    |
| інші/не вказали | 5         | 0.12%    |
| Усього          | 4186      | 100%     |

## Економіка
Харчова промисловість (хлібопекарська, борошномельна, олійно-жирова, м'ясо-молочна, рибна). Птахівництво.

### Інфраструктура
Є лікарня (на 125 ліжок), 2 школи (650 учнів і 53 педагога), палац культури, кафе, торговий дім, 8 магазинів, 2 іграшкових магазини, 2 магазини спорттоварів, дитячий садочок, 2 аптеки, 2 стадіони, ПТУ, 2 парки.